# مپینگوه
مپینگوه (به لاتین: Mpingwe) یک منطقهٔ مسکونی در مالاوی است که در منطقه جنوبی مالاوی واقع شده‌است.